# Desktop-Umgebung

Übersicht über die populären Desktop-Umgebungen für Unix-artige Betriebssysteme

Eine Desktop-Umgebung (englisch desktop environment; desktop bedeutet wörtlich Schreibtischoberfläche) ist eine grafische Arbeits- bzw. Benutzerumgebung von Betriebssystemen in Form einer grafischen Shell (ein Eingabe-Ausgabe-System oder Mensch-Maschine-Schnittstelle), bei der die grafische Benutzeroberfläche die Schreibtischmetapher umsetzt. Die unterste (letzte/hinterste) Fensterebene wird dabei als Desktop oder Schreibtisch bezeichnet. Auf jener können geschlossene Dokumente (gespeichert in Dateien, zumeist mit Papier-Metaphern symbolisiert) abgelegt werden und über jener schweben Programm-Fenster, die den Schreibtisch teilweise oder ganz überdecken und geöffnete Dokumente darstellen.

## Geschichte
Die erste Desktop-Umgebung wurde vom Unternehmen Xerox in den 1970ern für den Office-Computer Alto entwickelt, der erstmals nicht nur eine Tastatur, sondern auch eine Maus zur Steuerung nutzte. Der Alto wurde allerdings hauptsächlich intern gebraucht und nicht verkauft. Mit dem Office-Computer Star machte Xerox 1981 diese Entwicklungen als kommerzielles Produkt allgemein verfügbar. Der Apple Lisa, der 1983 erschien und von Xerox’ Entwicklungen inspiriert wurde, gilt als der erste Personal Computer mit einer Desktop-Umgebung. Größere Popularität bekam jedoch erst der Macintosh, der 1984 erschien. Allesamt waren noch Schwarz-Weiß-Systeme.
Im Jahr 1985 kamen der Atari ST (Januar) sowie der Amiga (Juli) mit seiner Workbench auf den Markt; beide hatten eine farbige Benutzeroberfläche. Im November desselben Jahres erschien dann Microsoft Windows – damals noch ein grafischer Aufsatz für das MS-DOS-Betriebssystem und ebenfalls farbig. 1987 brachte Apple den Macintosh II heraus; mit diesem konnte erstmals ein Farbbildschirm an einem Apple-Computer betrieben werden.
Im Folgejahr 1988 kam der NeXTcube heraus, dessen Betriebssystem NeXTStep eine objektorientierte grafische Benutzerschnittstelle auf Basis von Display PostScript bot. In das 1992 veröffentlichte OS/2 2.0 integrierte IBM ebenfalls eine objektorientierte grafische Benutzerschnittstelle, genannt Workplace Shell, deren objektorientierter Ansatz zwar als sehr flexibel aber auch als schwer zu erlernen galt.
Im Juni 1993 wurde durch die Zusammenarbeit von Hewlett-Packard, IBM, Sun und den Unix System Laboratories (USL) mit dem proprietären Common Desktop Environment (CDE) quasi die Standard-Desktop-Umgebung für damalige kommerzielle UNIX-Derivate geschaffen. CDE inspirierte zur Entwicklung anderer, freier Desktop-Umgebungen wie etwa Xfce (1996) und KDE (1997). Im März 2000 wurde das freedesktop.org-Projekt gegründet, ein gemeinnütziges Projekt in der Softwarebranche mit dem Ziel, die Interoperabilität und die gemeinsame Basis von Desktop-Umgebungen für das X Window System zu verbessern. CDE wurde 2012 letztlich unter der LGPL freigegeben.
Ursprünglich beschrieb der Begriff Desktop Environment ein Framework aus Softwarebibliotheken, das Werkzeuge u. a. zur grafischen Wiedergabe von typischen Bedienelementen bereitstellt. Durch Verwendung dieser Elemente durch mehrere Anwendungsprogramme erhält die grafische Benutzeroberfläche ein einheitliches Erscheinungsbild und Bedienungskonzept. Man spricht auch von einem Look and Feel eines Betriebssystems.

## Implementierung
Die Desktop-Umgebung ist entweder vom Hersteller des Betriebssystems vorgegeben – wie bei Windows oder macOS – oder kann vom Benutzer frei ausgewählt werden – wie bei Unix-, BSD-, Linux- und anderen unixoiden Systemen etc. Das liegt bei Letzteren vor allem daran, dass jene in ihrer Grundausstattung ohne grafische Schnittstelle konzipiert sind und eine Desktop-Umgebung eine separate Entwicklung und eine das Betriebssystem erweiternde Komponente darstellt. Allerdings gibt es auch, z. B. für Windows, Desktop-Umgebungen von Drittanbietern, die den Standard-Desktop des Betriebssystems mehr oder weniger ersetzen.
Weit verbreitete Desktop-Umgebungen auf unixoiden Systemen sind Gnome, KDE Plasma, Xfce, Unity, LXDE, Cinnamon und MATE. Eine weitere Umgebung ermöglicht GNUstep, das sich die Wurzeln mit Cocoa von macOS teilt. Sie alle können auch parallel installiert werden.
Bei Windows und macOS ist es hingegen so, dass diese bei den Endkunden-Versionen stets die eigene Desktop-Umgebung mitbringen, sie aber nicht separat benannt wird. Hier stehen kommunikativ die grafischen Benutzerschnittstellen und dazugehörige Programmierschnittstellen im Vordergrund. Ab Windows 8 ist dies Modern UI, bei 7 ist es Aero und bei XP Luna. Bei macOS ist das Aqua.
Kaum noch verbreitet ist beispielsweise die einst innovative Amiga Workbench oder die OS/2 Workplace Shell.

## Bestandteile
Typische Bestandteile von Desktop-Umgebungen sind:
- Fenstersystem mit Fenstermanager und selbstredend der Desktop/Schreibtisch;
- ein GUI-Toolkit (deutsch ‚Werkzeugsatz‘), eine Bibliothek zur Erstellung grafischer Benutzeroberflächen. Typische Elemente sind zum Beispiel Fenster und deren Titelleisten und Rahmen, Schaltflächen, Mauszeiger, Menüs und andere Steuerelemente.
- Eingabe und Steuerung mit Tastatur und Maus;
- ein Benachrichtigungsfeld, um über den Status des Systems Auskunft zu erhalten (etwa CPU-Auslastung, Netzwerkverbindung, Stromversorgung, Uhrzeit);
- die Möglichkeit, installierte Programme zu starten, z. B. mittels Startmenü, Kontextmenü oder Dock;
- eine Taskleiste, die Programmfenster auflistet, um auch zu verdeckten Fenstern wechseln zu können;
- die Systemsteuerung/‑einstellungen, um Einstellungen am System vorzunehmen.

Nicht jede Desktop-Umgebung hat alle diese Elemente. So kennt etwa Windows kein Dock und macOS weder Startmenü noch Taskleiste.
Typische Anwendungen, die zusammen mit der Desktop-Umgebung ausgeliefert werden, sind:
- Dateimanager, der auch für den Umgang mit den Dateien „auf dem Desktop“ zuständig ist;
- Texteditor sowie meist Anzeige‑/Vorschau-Programme für Dokumente, Bilder, Audio‑/Video-Dateien;
- ggf. eine Terminalemulation, um das System jenseits der grafischen Benutzeroberfläche bedienen und konfigurieren zu können.

In der Regel müssen die mitgelieferten Anwendungen nicht verwendet werden; es können also Alternativen anderer Anbieter eingesetzt werden.

## Galerie

### Desktop-Umgebungen

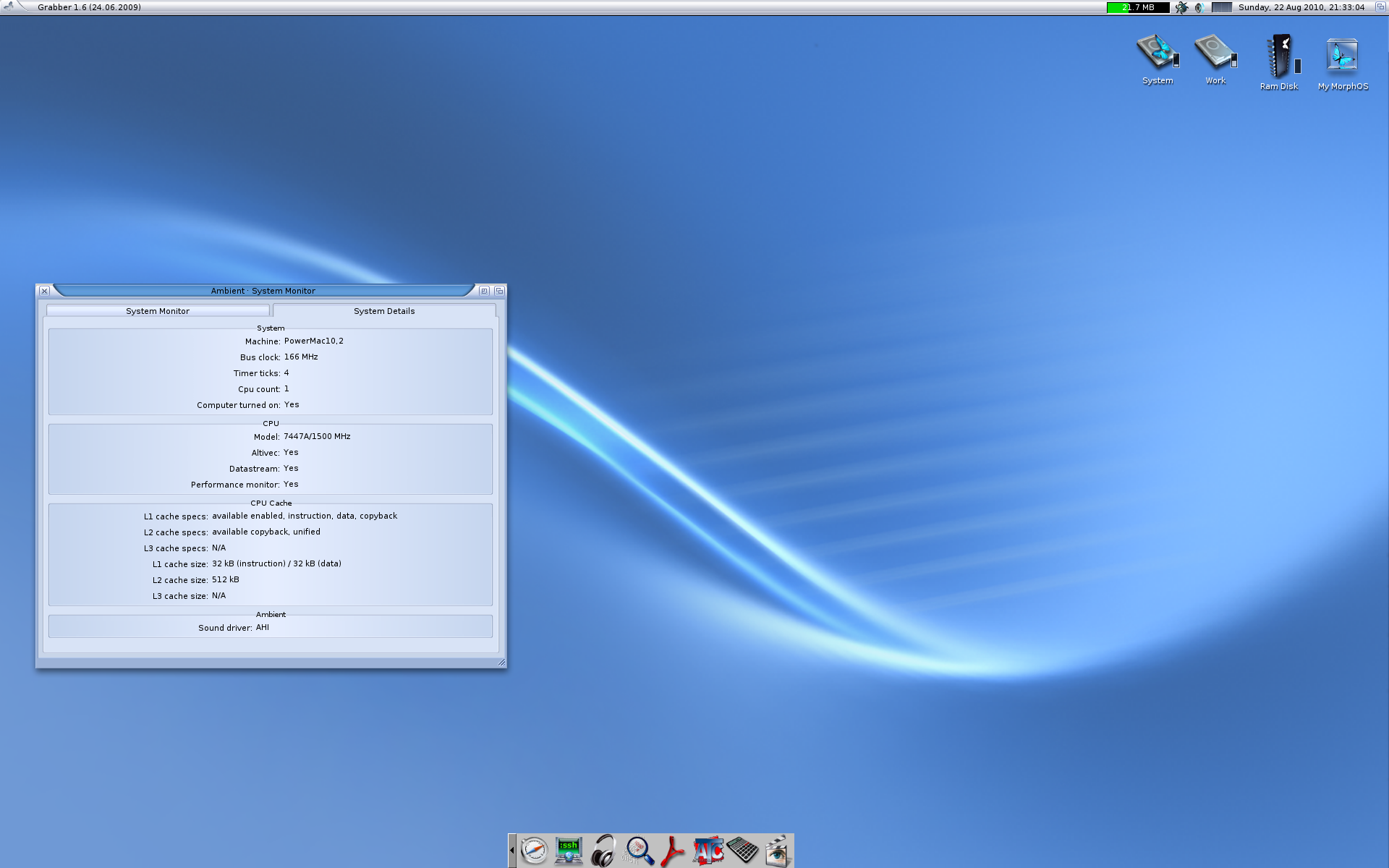
Ambient, MorphOS
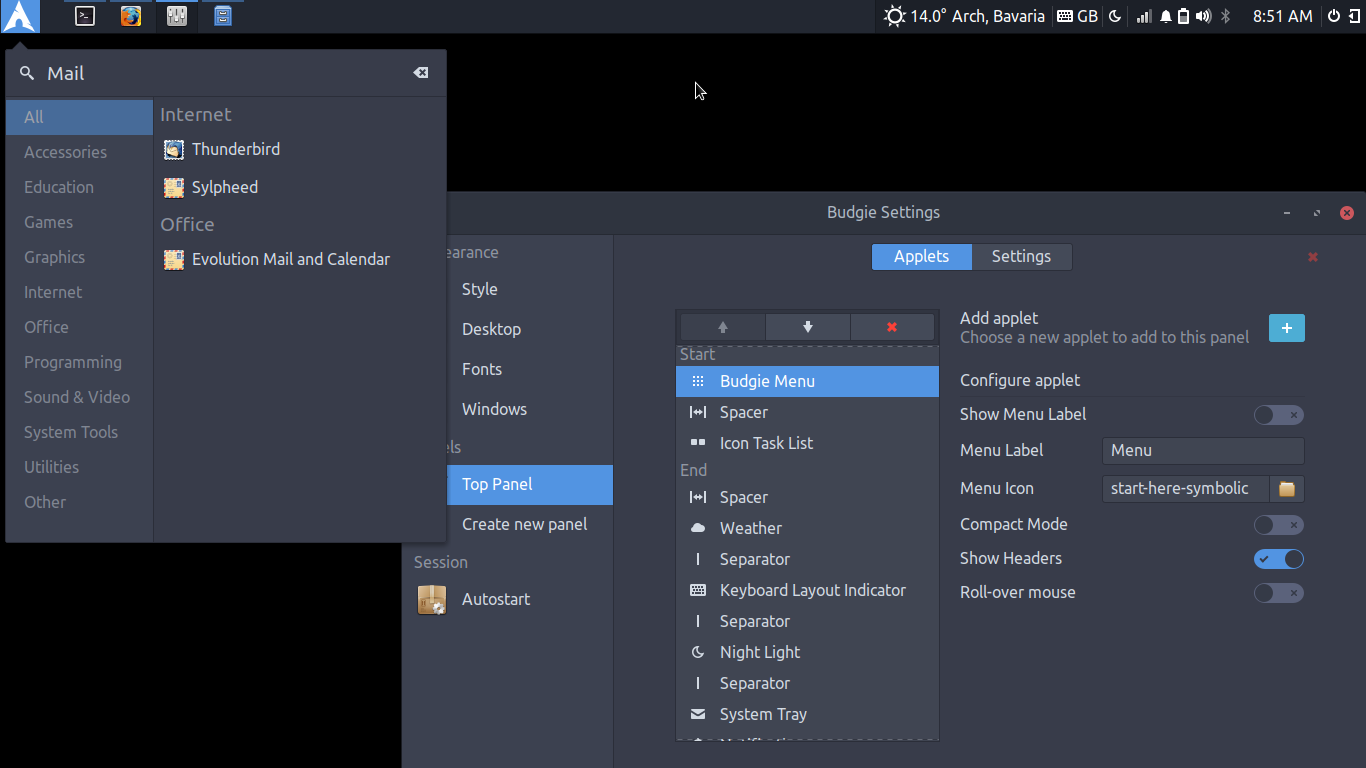
Budgie
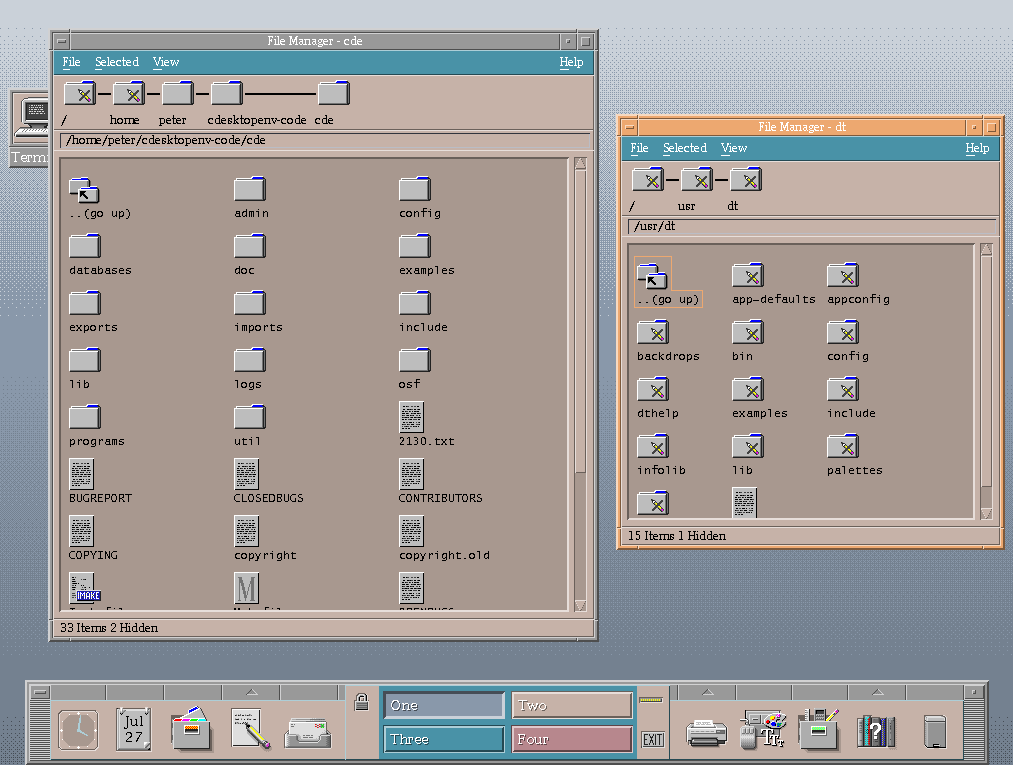
CDE
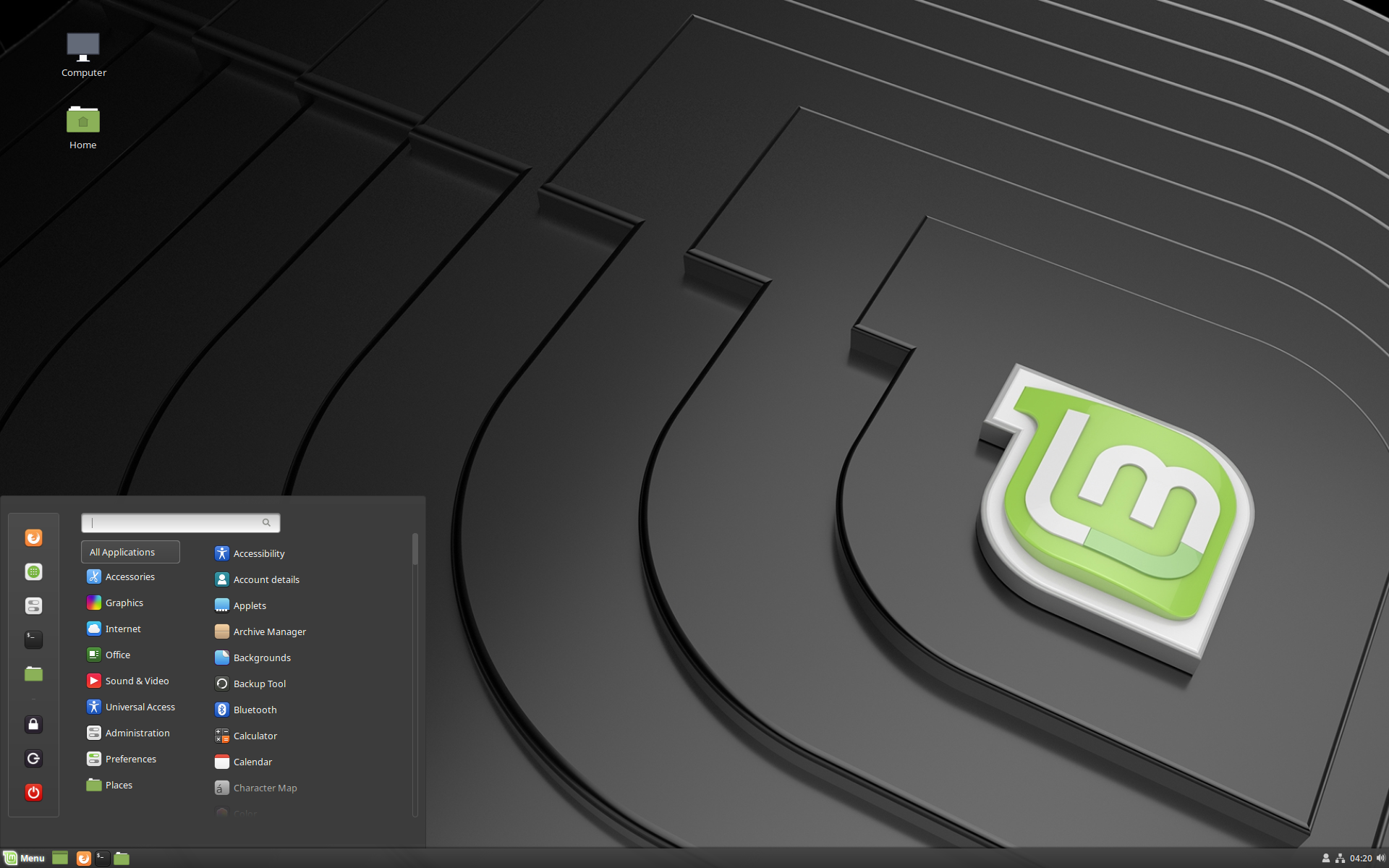
Cinnamon
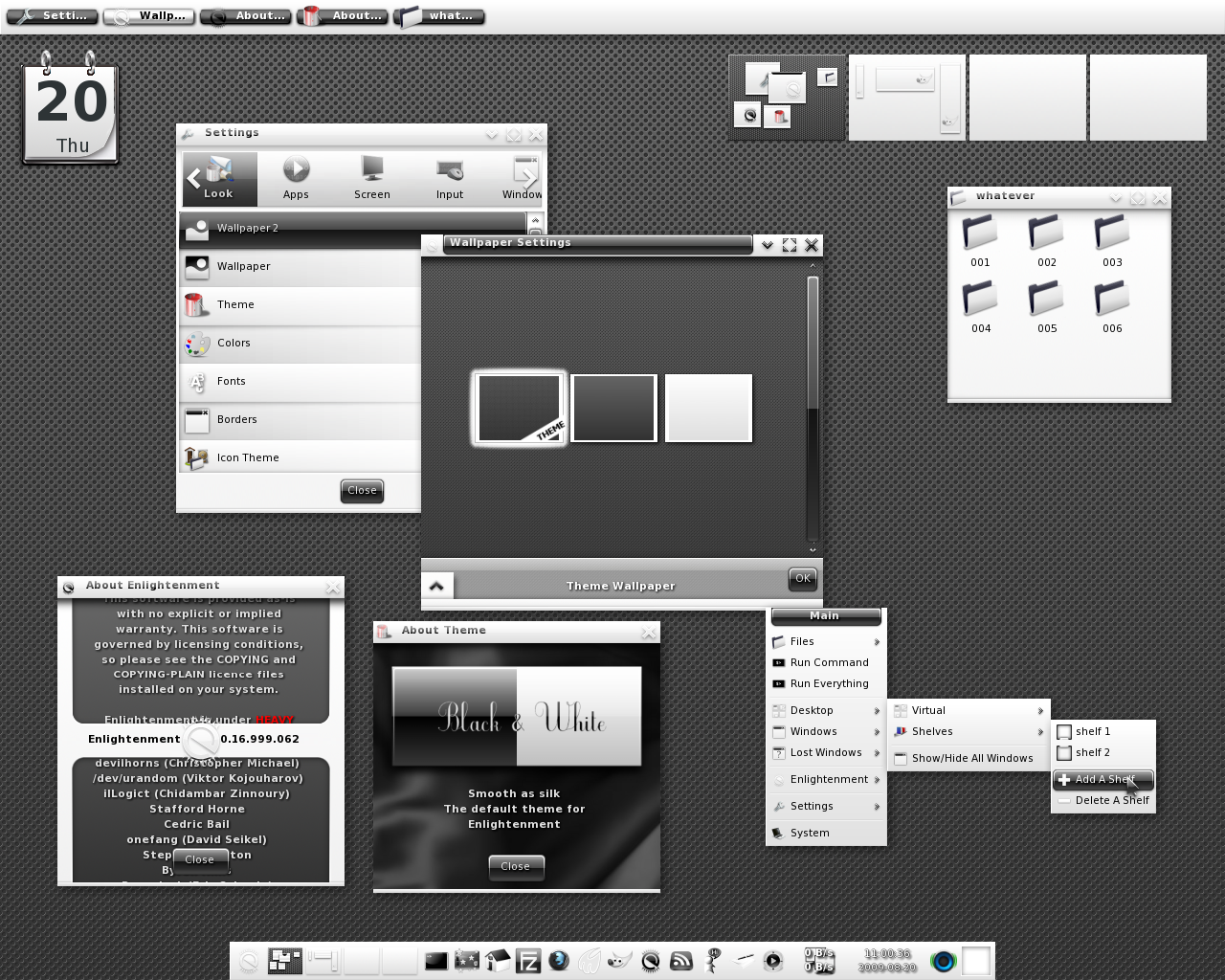
Enlightenment
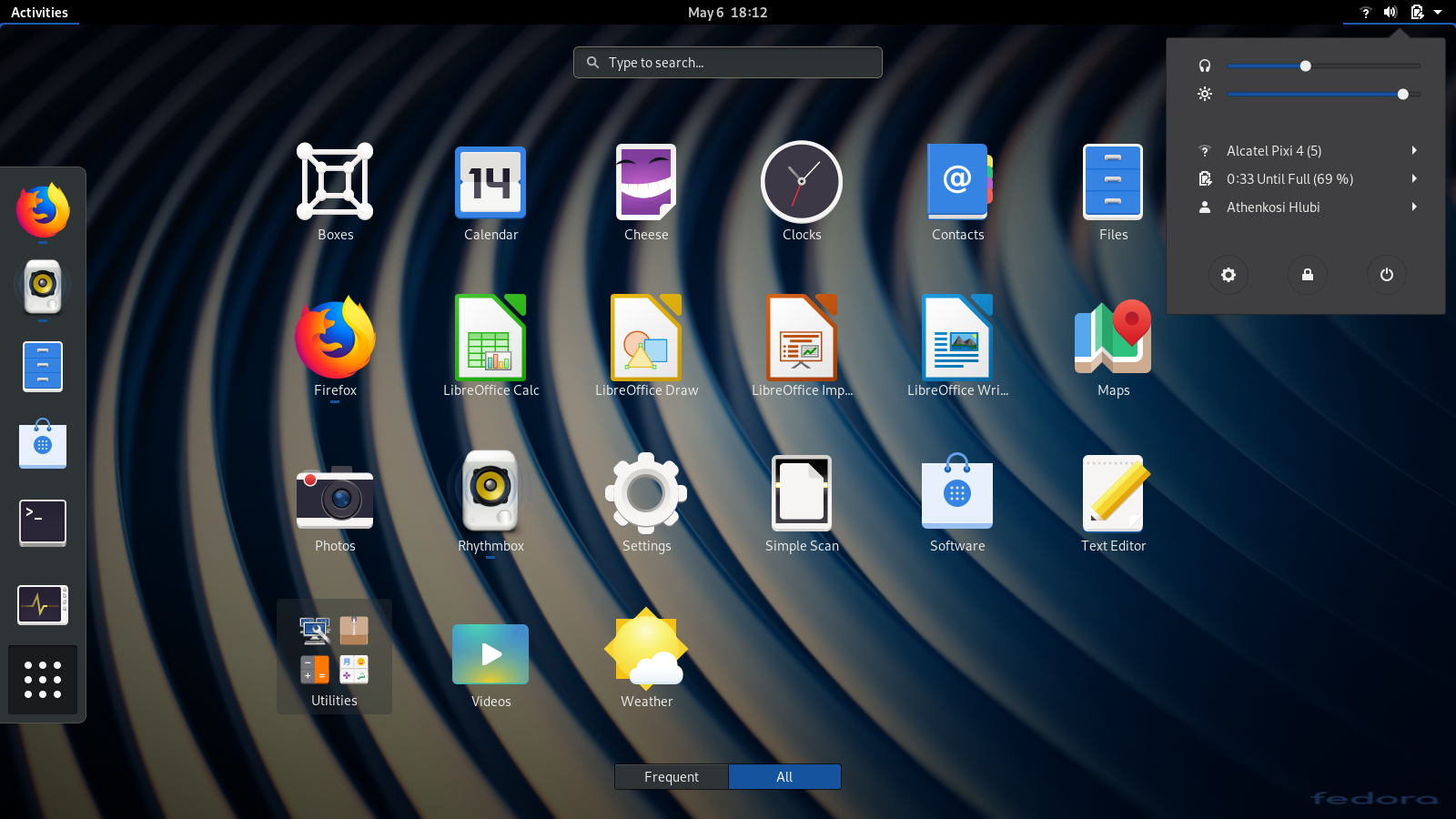
Gnome Shell
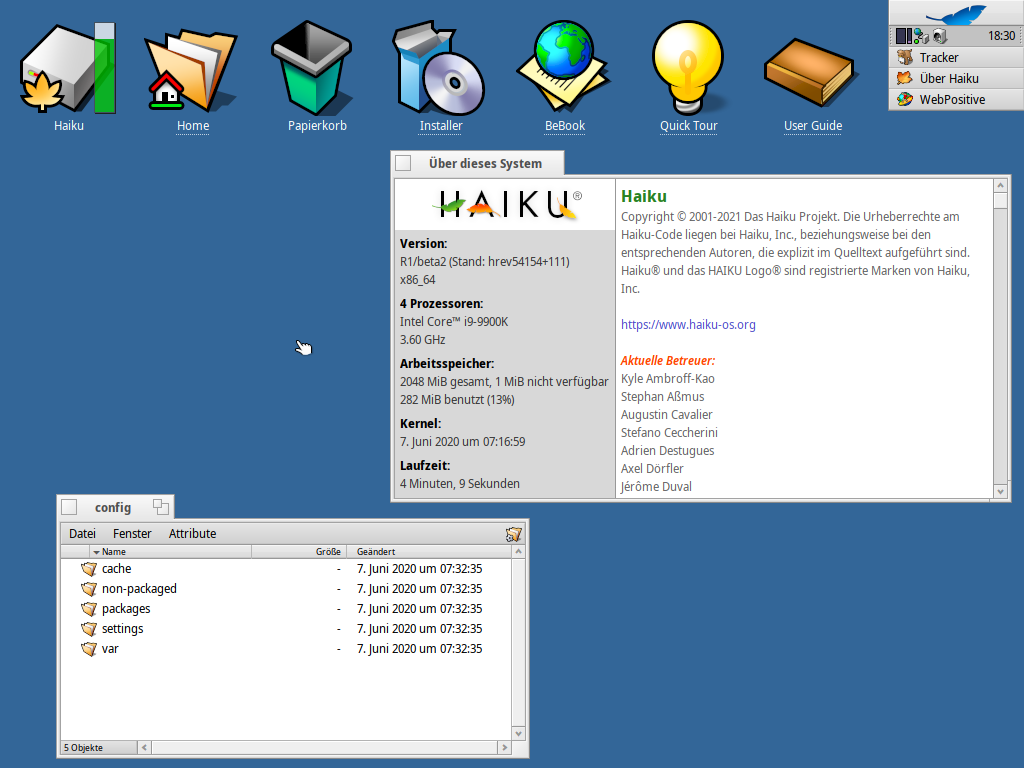
Haiku-Umgebung
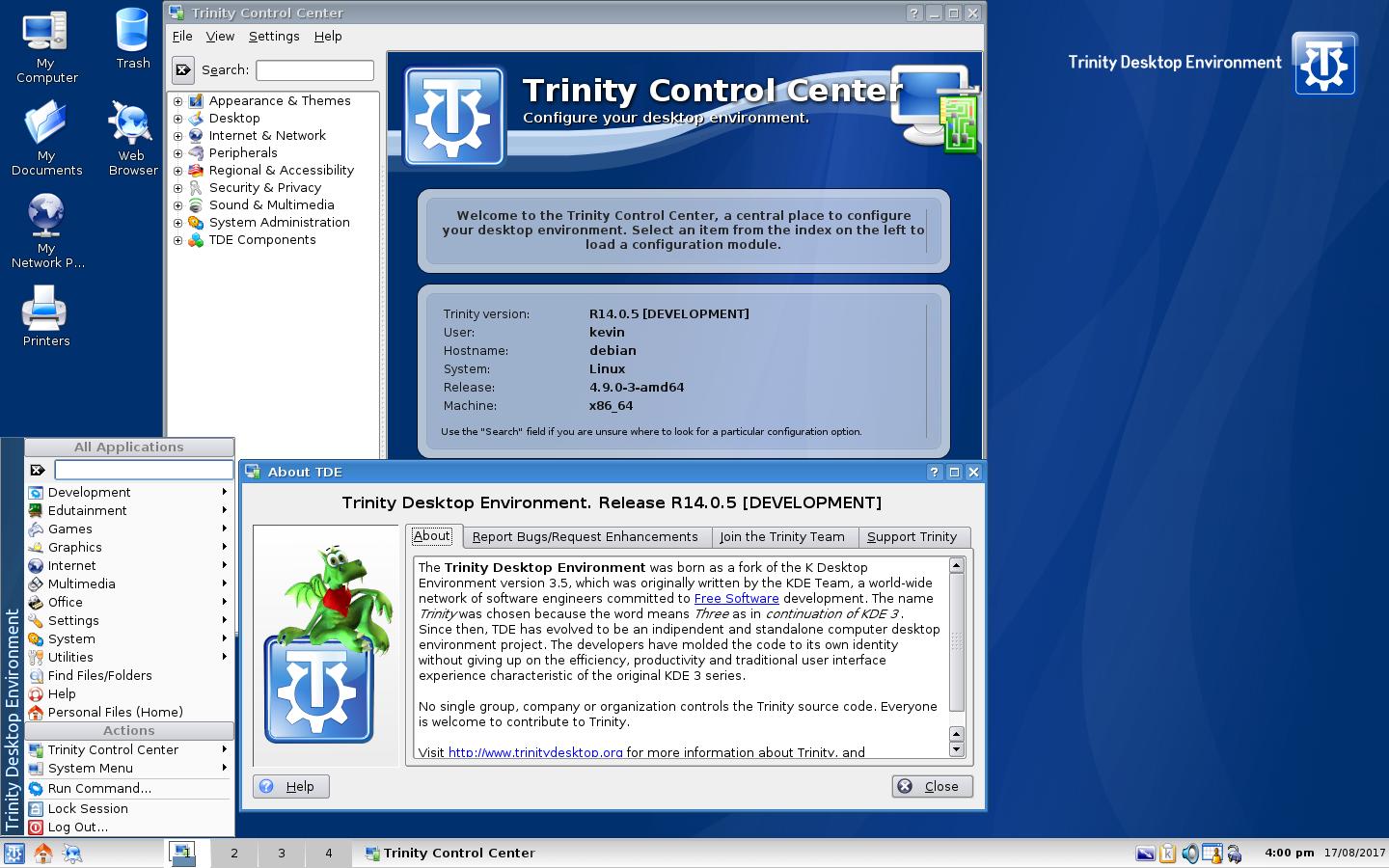
Trinity
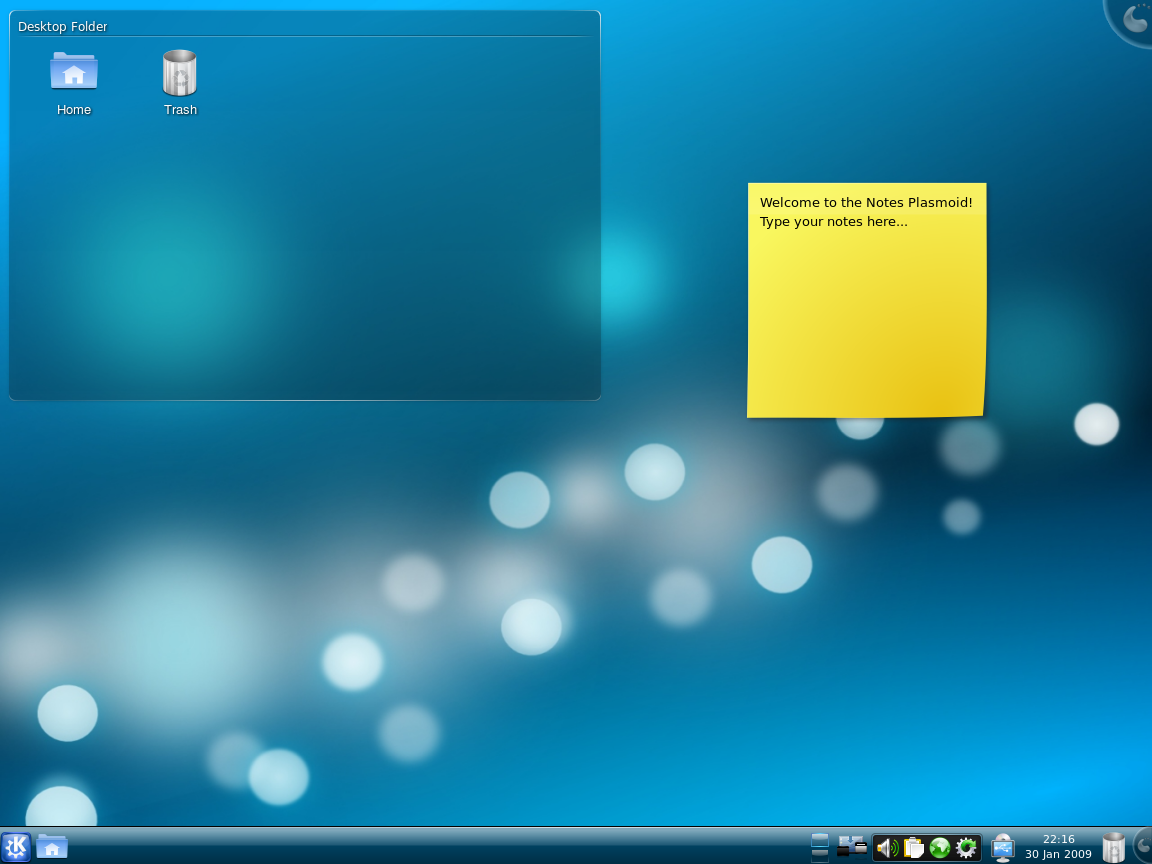
KDE Plasma 4
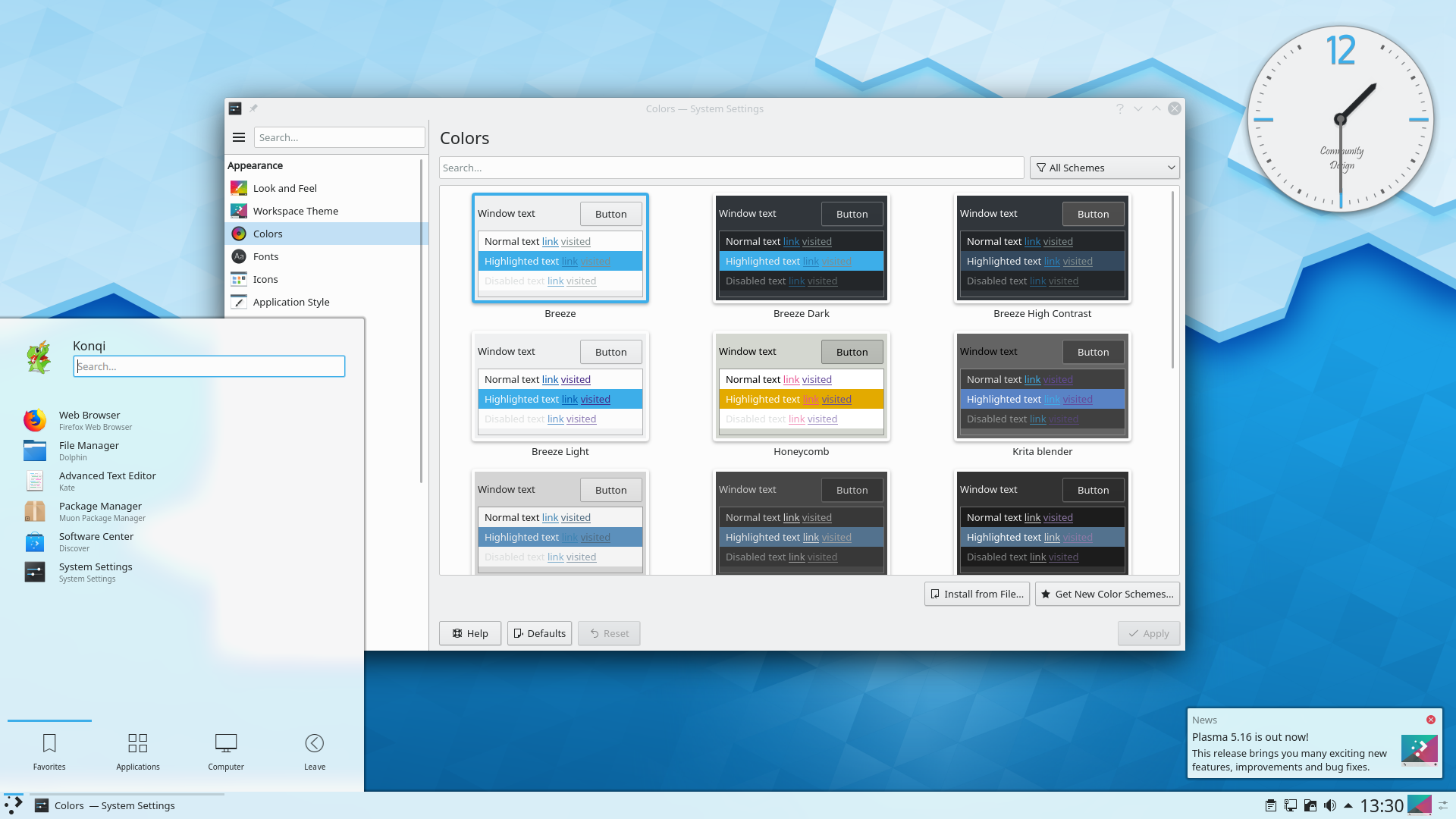
KDE Plasma 5
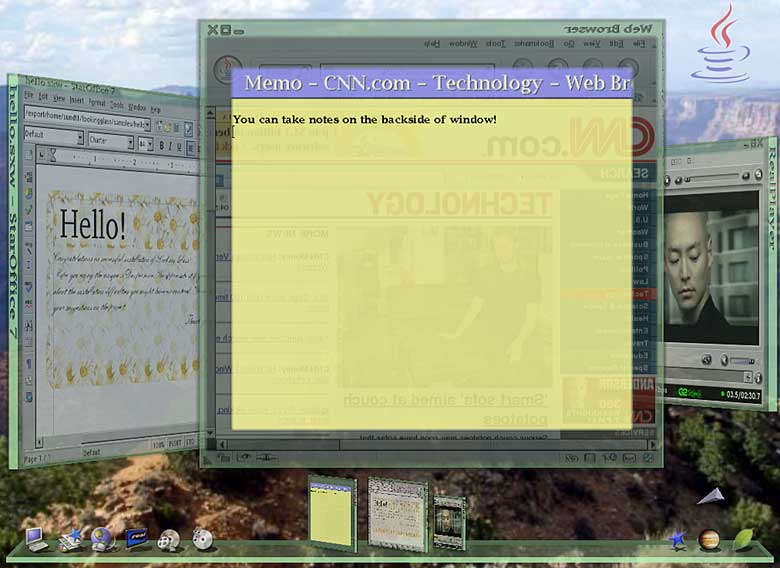
Looking Glass (Sun)
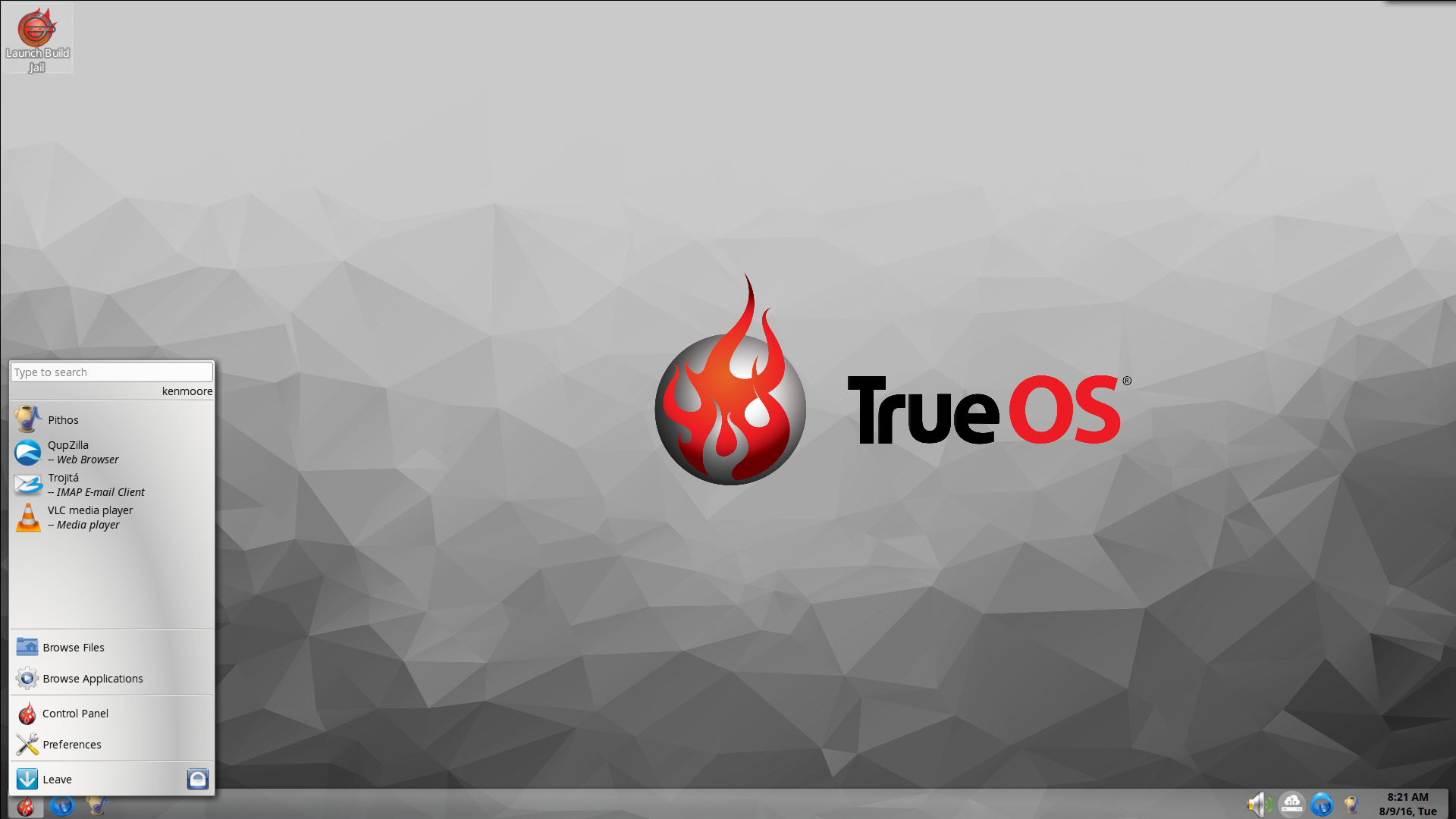
Lumina, TrueOS
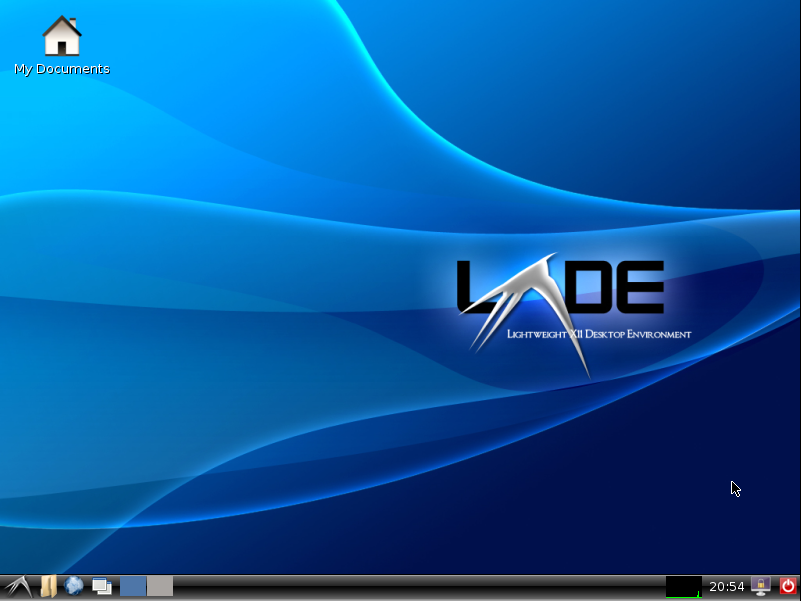
LXDE
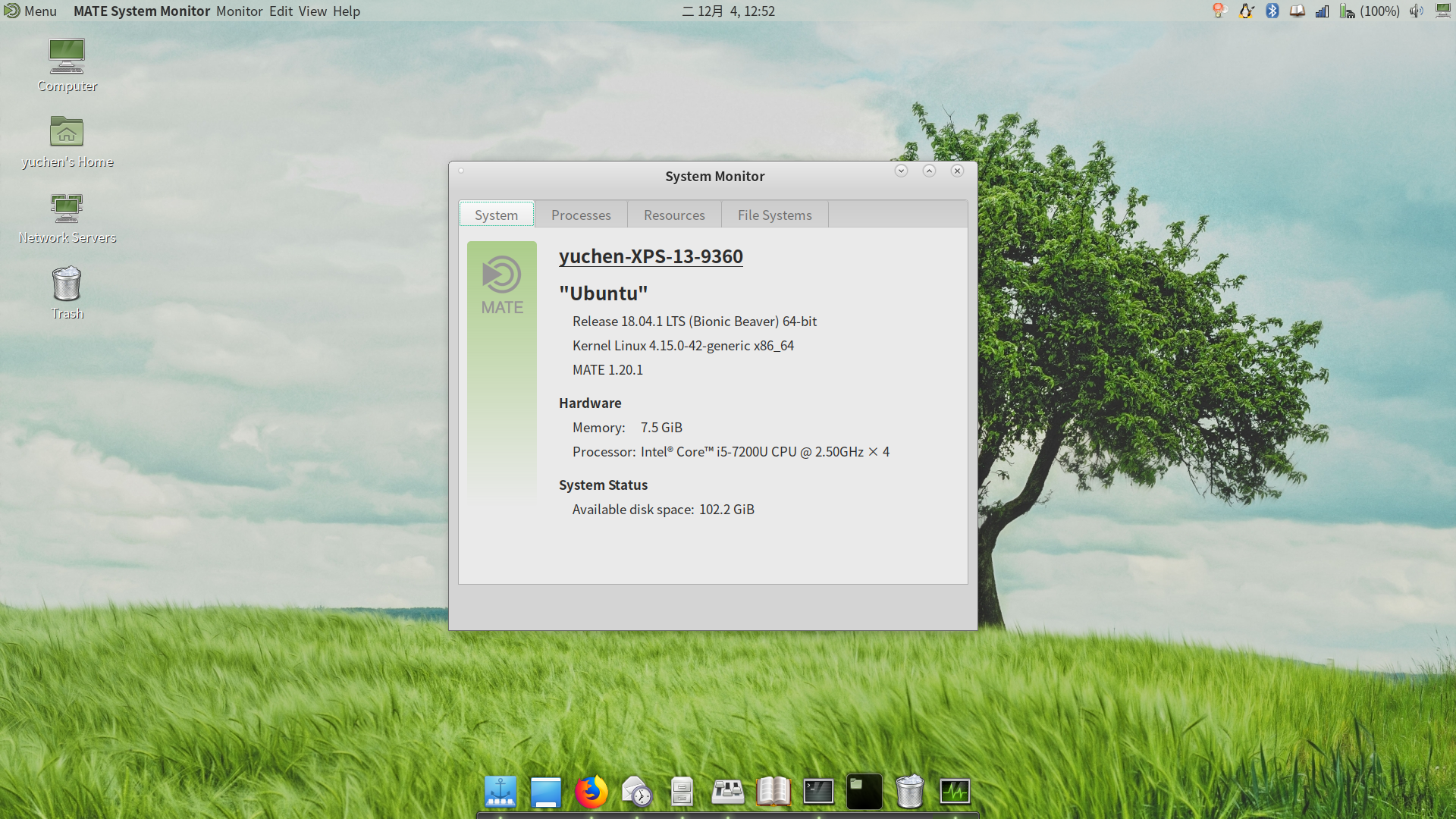
MATE
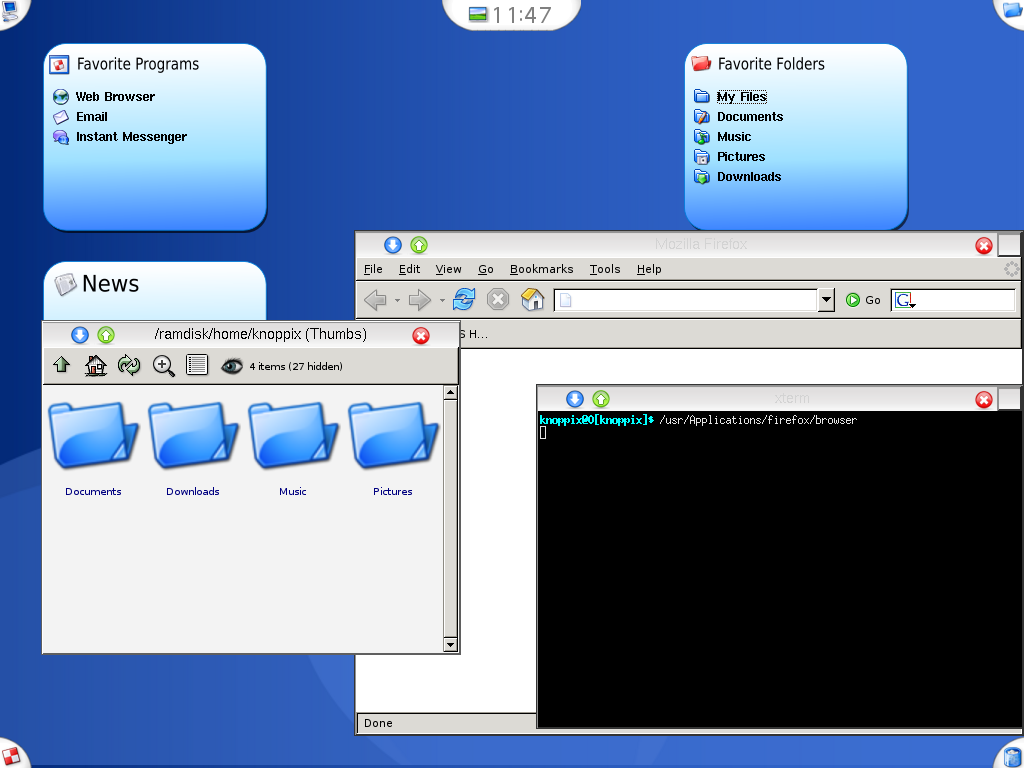
Mezzo
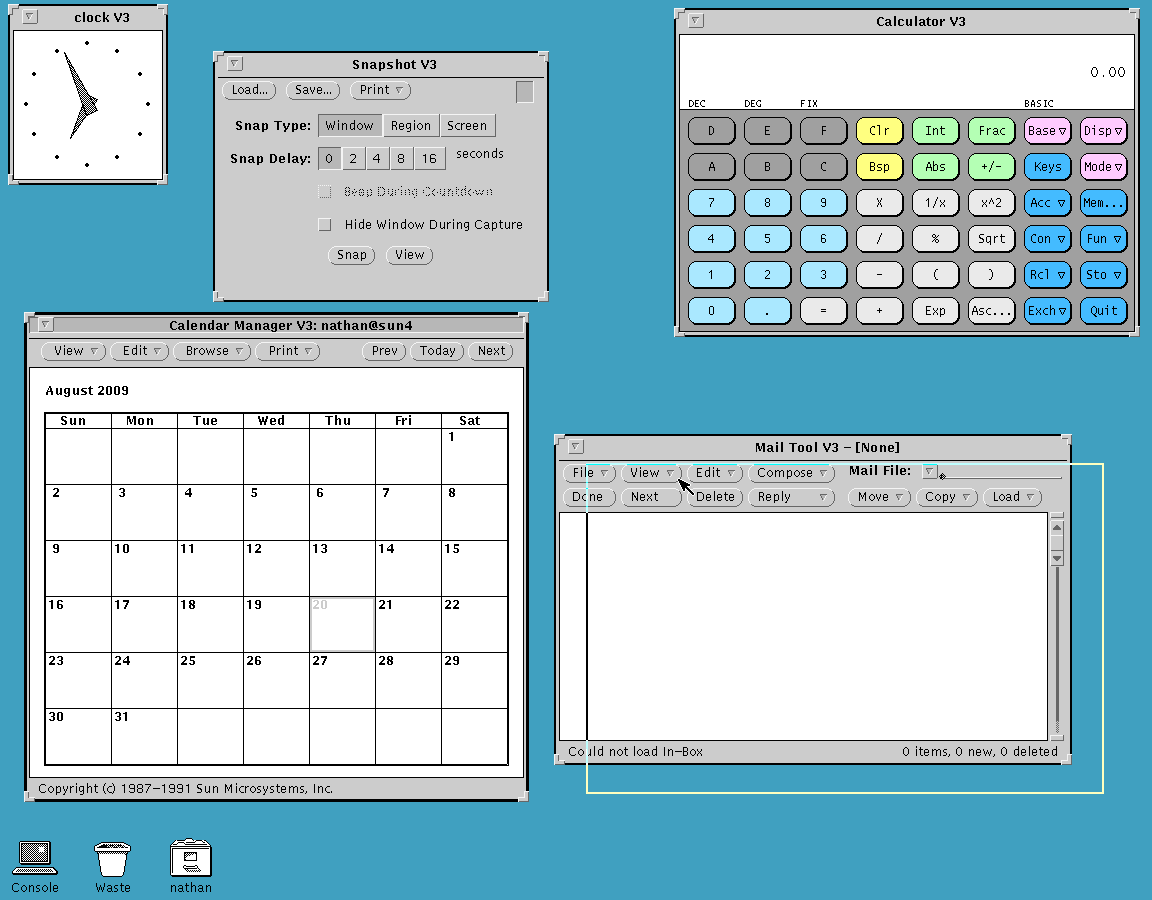
OpenWindows, SunOS, Solaris
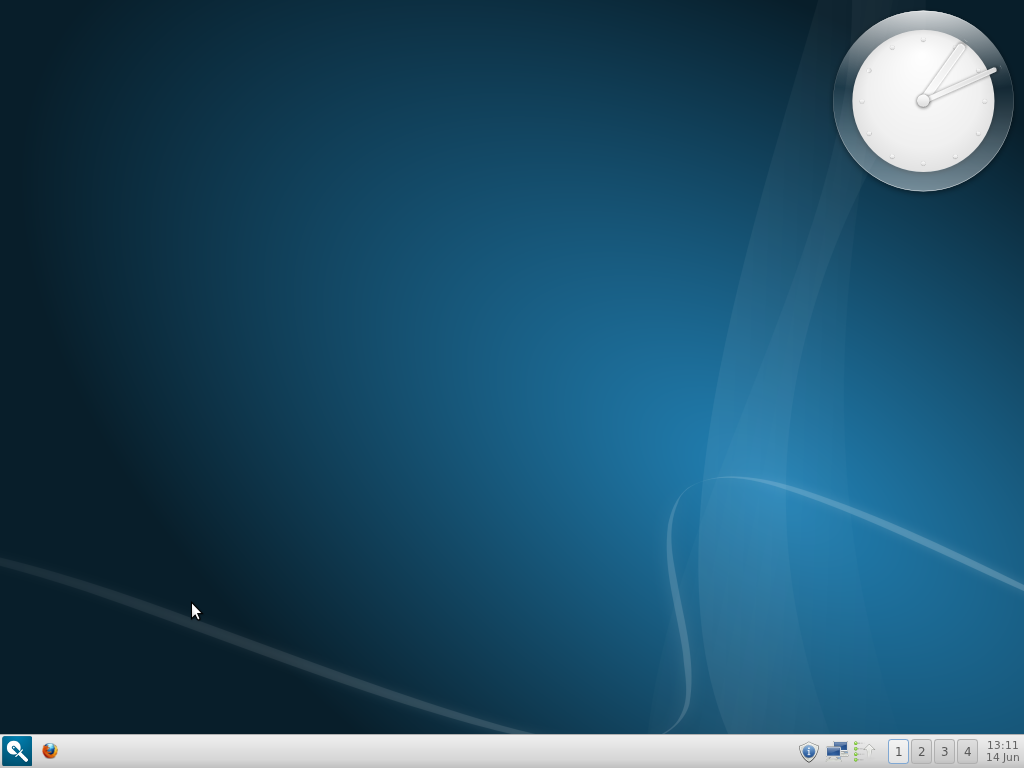
Razor-qt
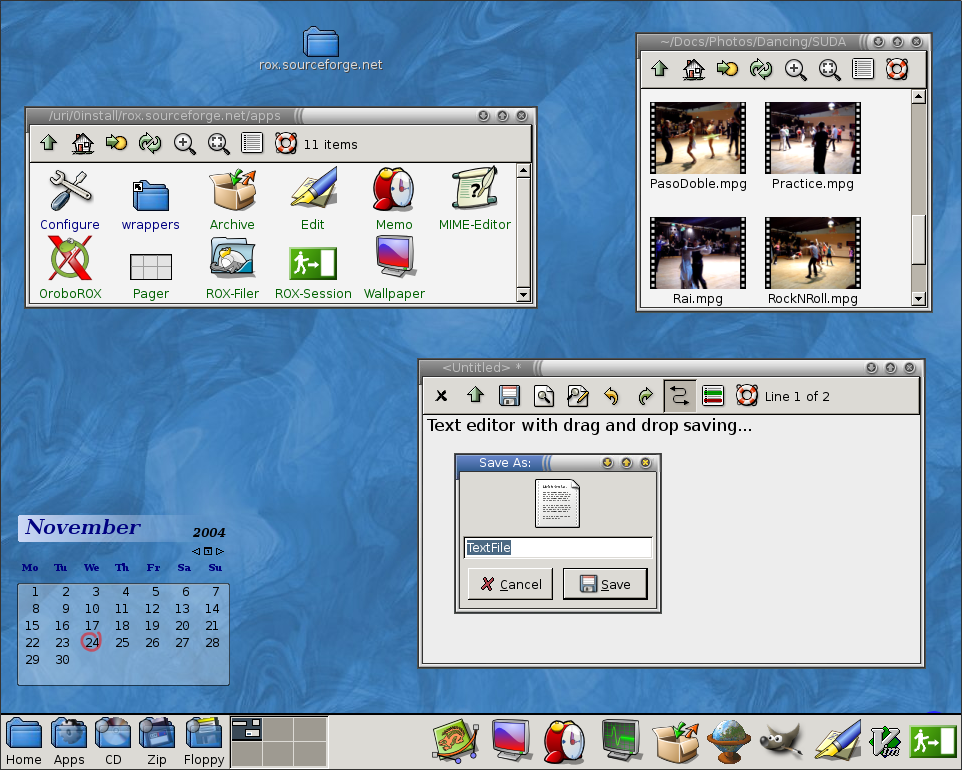
ROX Desktop
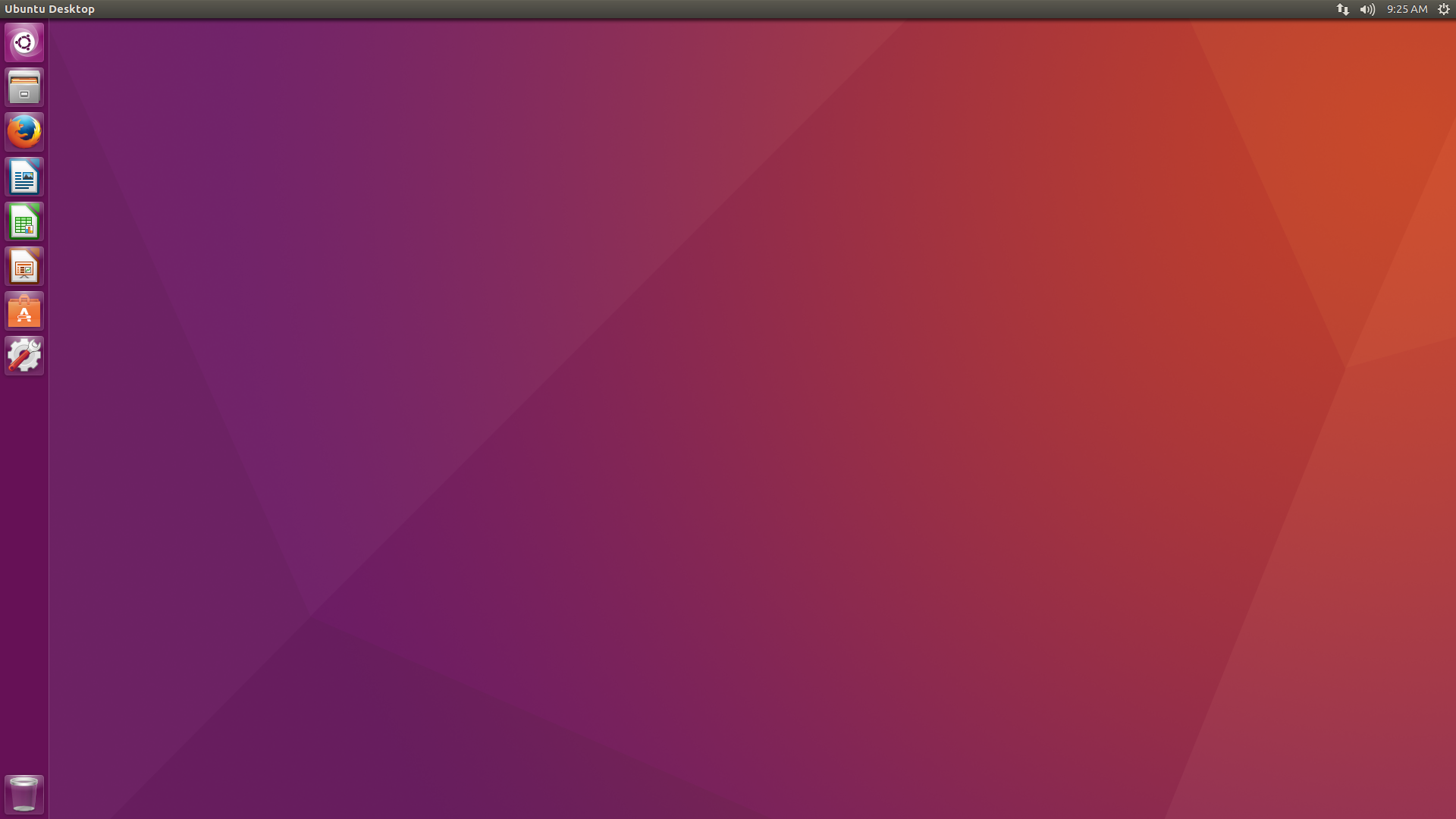
Unity
Windows-7-Umgebung mit GUI Aero
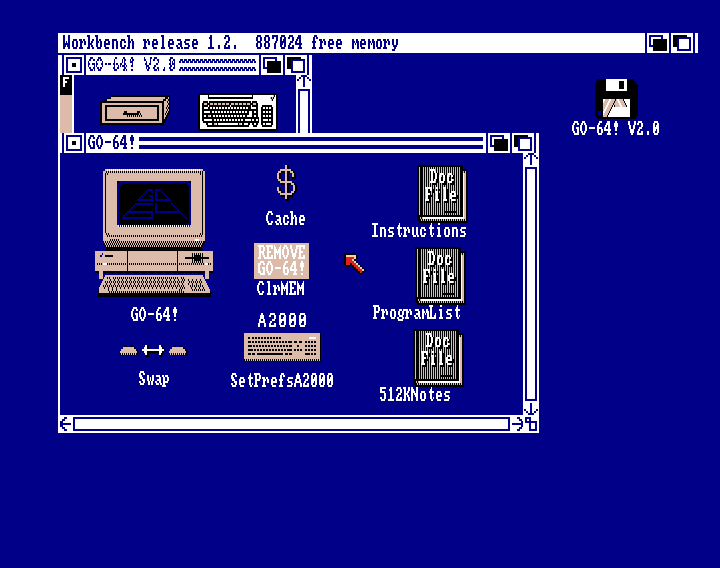
Workbench 1.2, AmigaOS
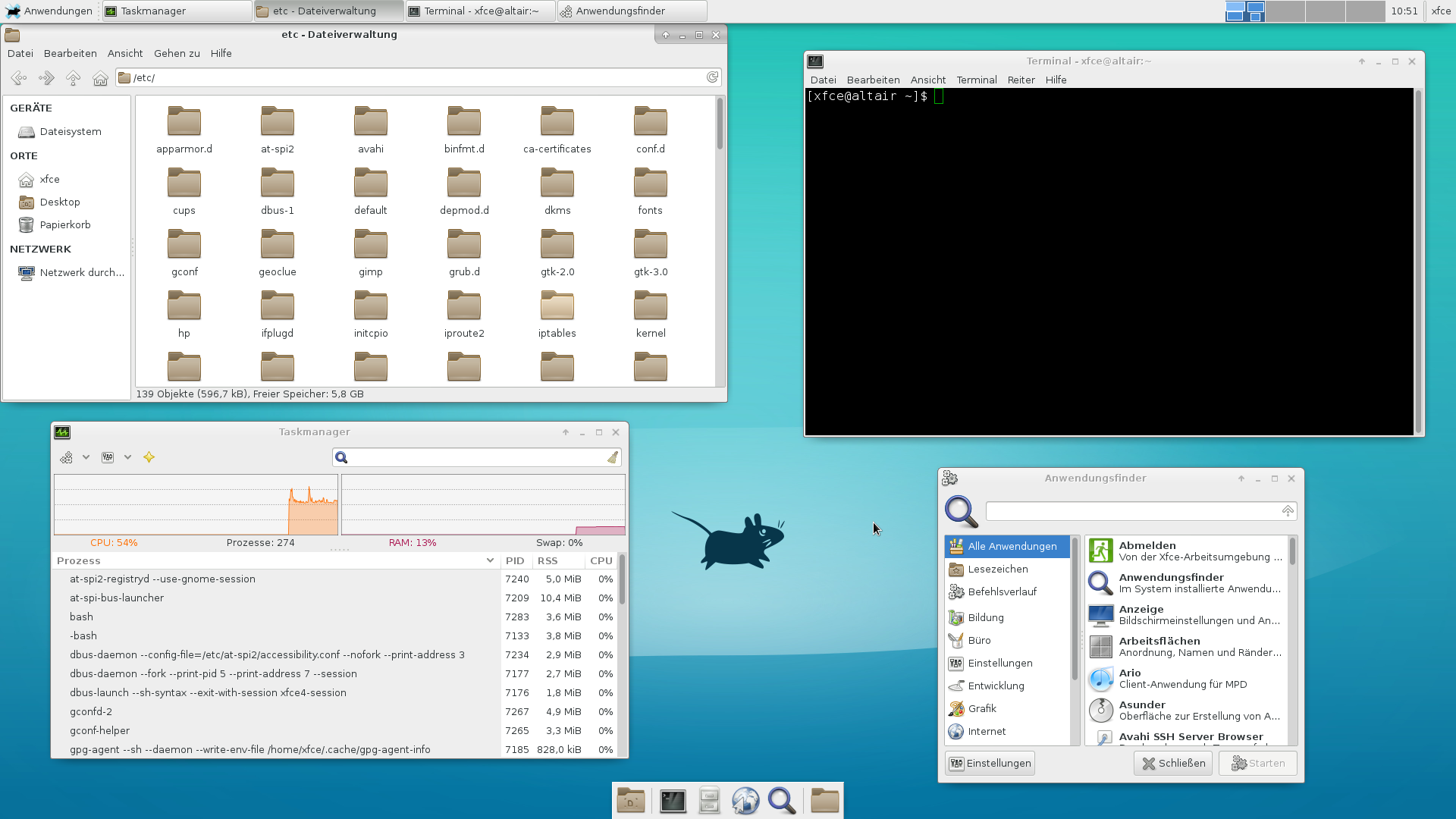
Xfce

### Andere Umgebungen

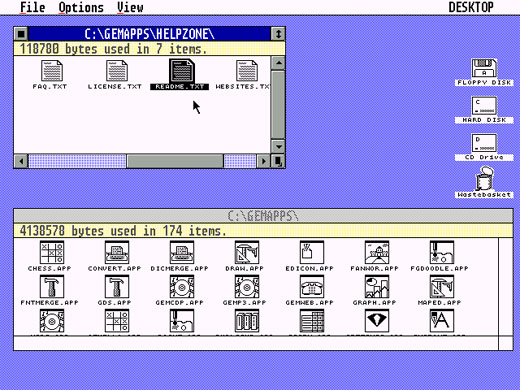
GEM
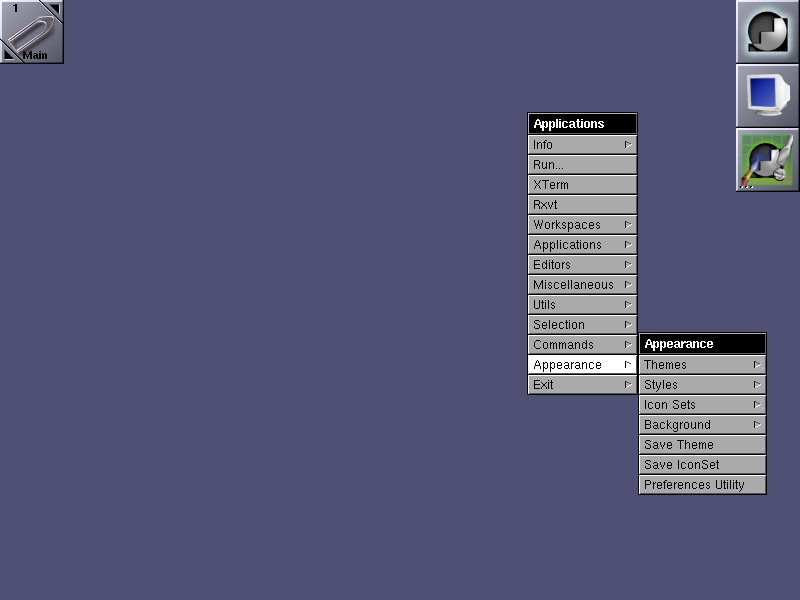
Umgebung mit GNU Window Maker und X Window System (X11) im Look & Feel von NeXTStep.
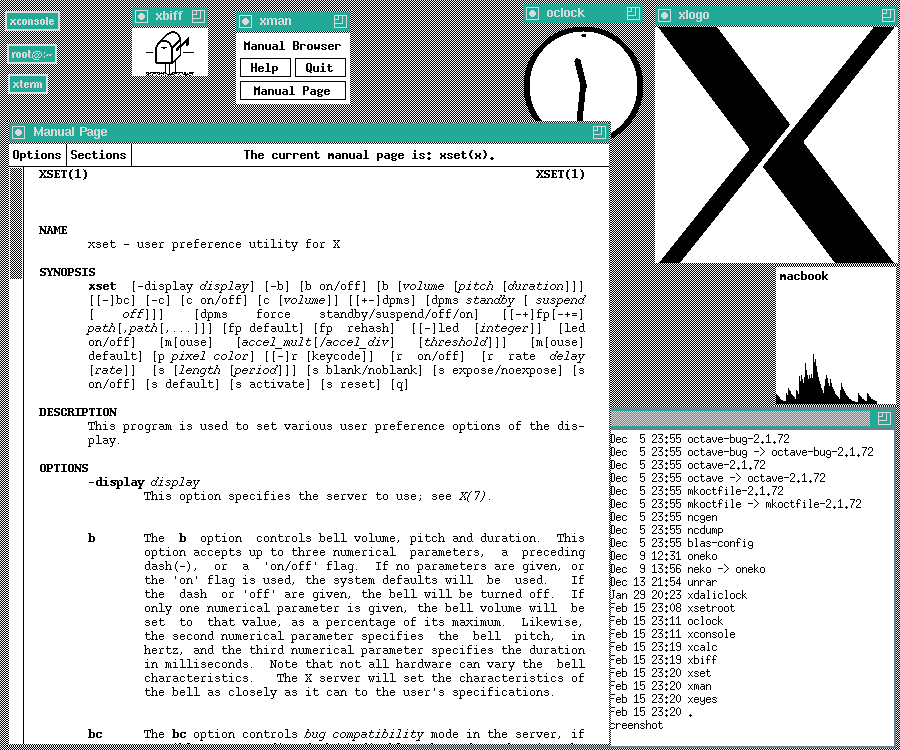
Umgebung mit twm und X Window System (X11).